# Väne-Åsaka
Väne-Åsaka is een plaats in de gemeente Trollhättan in het landschap Västergötland en de provincie Västra Götalands län in Zweden. De plaats heeft 304 inwoners (2005) en een oppervlakte van 48 hectare.